# Strohfeuer
Ein Strohfeuer ist eine Metapher, eine Redewendung für eine Handlungsweise oder einen Umstand, die oder der von einer starken Ausprägung einer Aktivität, etwa einer dichten Ereigniskette, gekennzeichnet ist, die jedoch nur kurz anhält.
Ein Strohfeuer ist auch, wenn Stroh als Brandstoff wirkt, beispielsweise auf dem Feld, in der Scheune oder zum Kochen.

## Strohfeuer als Redewendung
Ausschlaggebend ist, dass der ursächliche Auslöser nicht lange eine Aktivität motivierend in Gang halten kann, auch wenn er anfangs für eine durchaus heftige Aktivität sorgen konnte.
Stroh brennt schnell und groß, aber das Feuer findet schnell keine Nahrung mehr, da die Substanz aufgebraucht ist.
Die Metapher scheint auf den römischen Dichter Vergil zurückzugehen. Er charakterisiert Versuche sexueller Aktivität in höherem Alter als „ein gewaltiges Feuer im Stroh ohne Wirkung“.
Der Begriff Strohfeuer wird vor allem pejorativ verstanden und gebraucht. Im Französischen gibt es eine vergleichbare Redewendung: „ce n'est qu'un feu de paille“, „das ist nur ein Strohfeuer“.
Es gibt unter Politikern sowie unter Wirtschaftswissenschaftlern, speziell unter Volkswirten, seit langem eine Debatte, ob Konjunkturprogramme mehr als einen Strohfeuereffekt haben können.

## Strohfeuer als Brand

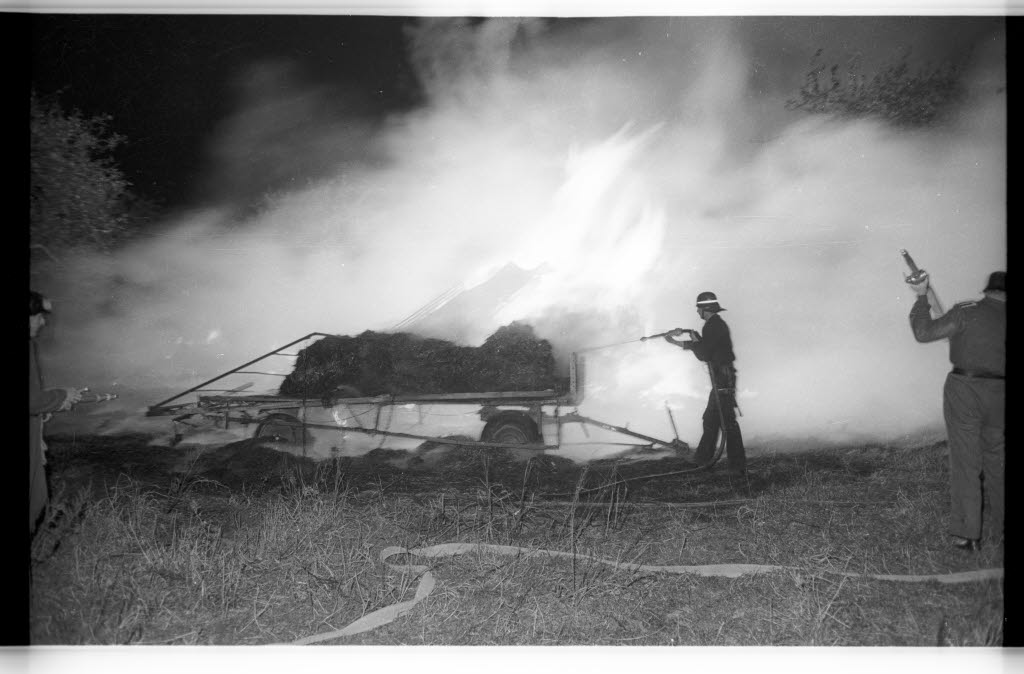
Strohballenbrand auf einem Feld in Kronshagen (1965)

Stroh brennt schnell und mit großer Flamme, aber meist nur kurz, denn das Feuer findet schnell keine Nahrung mehr, da die Substanz aufgebraucht ist.
Strohfeuer entstehen nach der Getreideernte auf dem Stoppelfeld durch Unachtsamkeit, durch Brandstiftung oder durch gezieltes Abbrennen zur Düngung. Durch das Abbrennen der Felder bildet sich Asche, die als Dünger wirkt. Mit der Verbrennung werden große Mengen CO2, Feinstaub, Staub und Dreck in die Luft ausgestoßen, was zu einer massiven Luftbelastung führt. Das Risiko, einen unkontrollierten Brand auszulösen, ist extrem hoch. Im Mittelmeerraum und in Indien wird das Abbrennen landwirtschaftlicher Fläche noch regelmäßig angewendet.
In Deutschland  ist das Abbrennen von Feldern verboten (Bundesluftreinhaltegesetz).
Strohfeuer entstehen auch in Scheunen, in denen Stroh gelagert wird. Oft durch Gärung in noch feuchten Strohnestern, durch die damit verbundene Hitzeentwicklung. Auch bei Scheunen ist Brandstiftung eine mögliche Ursache.